# LOKI (kryptografia)
LOKI – szyfr blokowy zaprezentowany w 1990 roku jako alternatywa dla szyfru DES, operujący na blokach o długości 64-bitów i wykorzystujący do szyfrowania klucz 64-bitowy. Istnieją dwie wersje szyfru. Wersja oryginalna, nazwana LOKI89, była zbyt podatna na różne metody kryptoanalizy, zwłaszcza na metodę kryptoanalizy różnicowej, dzięki której można było odszyfrować wiadomość szybciej niż za pomocą ataku brute force, w związku z czym autorzy szyfru zdecydowali się go poprawić. Druga wersja szyfru została nazwana LOKI91.

## Kryptoanaliza
LOKI91 okazał się odporny na kryptoanalizę różnicową, co udowodnił Lars Knudsen. Okazało się jednak, że istnieją skuteczne ataki. Jednym z nich jest kryptoanaliza zależnych kluczy.